# الجمباز في الألعاب الأولمبية الصيفية 1984 – فردي إيقاعي شامل للسيدات
أقيمت منافسات الجمباز الإيقاعي الفردي الشامل في دورة الألعاب الأولمبية الصيفية 1984، كأحد أحداث الجمباز الإيقاعي خلال ألعاب أولمبياد لوس أنجلوس الثالث والعشرون 1984 في الفترة من 9 إلى 11 أغسطس 1984 في ساحة إدوين ويندل باولي بافيليون في لوس أنجلوس، كاليفورنيا في الولايات المتحدة، حققت لاعبة الجمباز الكندية لوري فونغ الميدالية الذهبية.
تم التنافس على منافسات الجمباز الإيقاعي الفردي الشامل للسيدات (والجمباز الإيقاعي بشكل عام) لأول مرة في هذه الألعاب. تمت إضافة الجمباز الإيقاعي رسميًا كرياضة أولمبية في دورة الألعاب الأولمبية لعام 1984. في ذلك العام، كانت لاعبات الجمباز من بلغاريا والاتحاد السوفييتي مرشحات للفوز، لكن مقاطعة الألعاب الأولمبية لعام 1984 التي قادتها الكتلة الشرقية بمقاطعة 14 دولة هذه الألعاب، بما في ذلك الاتحاد السوفييتي بسبب مقاطعة أمريكا للألعاب الأولمبية الصيفية لعام 1980 بسبب الغزو السوفييتي لأفغانستان، ما يعني غياب أفضل لاعبات الجمباز عن المنافسة، تدربت لوري فونغ مع لاعبة الجمباز الإيقاعي الرومانية دوينا ستيكوليسكو التي كانت نتيجة للمقاطعة أعلى لاعبة جمباز إيقاعي مرتبة تتنافس في الحدث الأولمبي الافتتاحي، خلال التصفيات احتلت لوري فونغ المركز الثالث خلف ستايكوليسكو وزميلتها الرومانية ألين دراغان اللتين احتلتا المركزين الأول والثاني على التوالي، في النهائي فاجأت لوري الفريق الروماني لتصبح أول لاعبة جمباز تفوز بالميدالية الذهبية الأولمبية في الجمباز الإيقاعي.